# Maple Ridge-Pitt Meadows (circonscription britanno-colombienne)
Pour les articles homonymes, voir Maple Ridge (homonymie).
Circonscription électorale provinciale du Canada
Maple Ridge-Pitt Meadows est une circonscription provinciale de la Colombie-Britannique représentée à l'Assemblée législative de la Colombie-Britannique depuis 1991.

## Géographie
En 2020, la circonscription représente une partie du district régional du Grand Vancouver et une partie du district régional de Fraser Valley dans les basses-terres continentales. La circonscription inclut la ville de Pitt Meadows et une partie de Maple Ridge, ainsi que les municipalités de Alvin (en) et de Williams Landing.

## Liste des députés
| Législature                                               | Années                                                    | Député                                                    | Député                                                    | Parti                                                     |
| Maple Ridge-Pitt Meadows Circonscription issue de Dewdney | Maple Ridge-Pitt Meadows Circonscription issue de Dewdney | Maple Ridge-Pitt Meadows Circonscription issue de Dewdney | Maple Ridge-Pitt Meadows Circonscription issue de Dewdney | Maple Ridge-Pitt Meadows Circonscription issue de Dewdney |
| --------------------------------------------------------- | --------------------------------------------------------- | --------------------------------------------------------- | --------------------------------------------------------- | --------------------------------------------------------- |
| 35e                                                       | 1991–1996                                                 |                                                           | William James Hartley                                     | Néo-démocrate                                             |
| 36e                                                       | 1996–2001                                                 |                                                           | William James Hartley                                     | Néo-démocrate                                             |
| 37e                                                       | 2001–2005                                                 |                                                           | Ken Stewart (en)                                          | Libéral                                                   |
| 38e                                                       | 2005–2009                                                 |                                                           | Michael Sather (en)                                       | Néo-démocrate                                             |
| 39e                                                       | 2009–2013                                                 |                                                           | Michael Sather (en)                                       | Néo-démocrate                                             |
| 40e                                                       | 2013–2017                                                 |                                                           | Doug Bing                                                 | Libéral                                                   |
| 41e                                                       | 2017–2020                                                 |                                                           | Lisa Beare (en)                                           | Néo-démocrate                                             |
| 42e                                                       | 2020–2024                                                 |                                                           | Lisa Beare (en)                                           | Néo-démocrate                                             |
| 43e                                                       | 2024–en cours                                             |                                                           | Lisa Beare (en)                                           | Néo-démocrate                                             |